# Tom Metzger
Thomas Linton Metzger (Indiana, 9 aprile 1938 – Hemet, 4 novembre 2020) è stato un attivista statunitense.
Fondatore dell'organizzazione White Arian Resistance, è stato incarcerato per crimini razziali e coinvolto in diversi processi e indagini a suo carico.

## Biografia
Nasce nello Stato dell'Indiana, dove vive e cresce fino alla maggiore età. Nel 1961 viene chiamato a fare servizio di leva per l'esercito degli Stati Uniti che finisce nel 1964.
Terminato il periodo militare, si trasferisce nella California del Sud dove trova lavoro nel settore elettronico. Diventa membro della John Birch Society e partecipa ad alcuni incontri di anticomunisti promossi dalla Douglas Aircraft Company.
Sostiene Barry Goldwater per le senatorie della California e lavora alla sua campagna elettorale come volontario.
Nel 1968 si trasferisce a Fallbrook (California) e per alcuni anni muove una protesta sulla guerra del Vietnam per la quale smette di pagare le tasse sino al 1972. Negli anni che seguono entra a far parte del Ku Klux Klan allora capitanato da David Duke, e proprio grazie a lui riesce a ottenere il titolo "Grand Wizard" della California meridionale.
Nell'estate 1979 organizza una manifestazione contro l'immigrazione clandestina messicana a Fallbrook. Proprio durante queste occasioni finisce protagonista di scontri violenti contro manifestanti antirazzisti ed estremisti di sinistra.

### White Aryan Resistance
In un periodo turbolento che segue l'abbandono del KKK, Metzger istituisce il White American Political Association, un gruppo politico di estrema destra nato per candidare senatori bianchi al governo.
Il 1982 è l'anno della svolta, decide di concorrere per il Senato degli Stati Uniti e a sorpresa di tutti ottiene circa 76.000 voti, il 2.8% del totale, alle primarie del Partito Democratico.
L'anno seguente il WAPA si trasforma nel più tradizionalista e ultraconservatore White Aryan Resistance, un movimento per il potere bianco che recluta inizialmente ex galeotti bianchi e cristiani e promuove l'identità cristiana ripudiando che il Cristianesimo sia legato fondamentalmente all'ebraismo.
L'organizzazione parafascista si evolve e cresce di anno in anno, tanto che Metzger decide di partecipare a programmi televisivi al fine di aumentare la conoscenza del gruppo. 
Nel 1988, suo figlio John partecipa a un format del conduttore Geraldo Rivera durante il quale prende vita una rissa.
Sempre nel 1988 la WAR entra in bancarotta per sostenere le spese di un processo ai danni di alcuni suoi affiliati coinvolti nell'omicidio di Mulugeta Seraw, uno studente etiope ucciso a Portland (Oregon). 
Le dichiarazioni apertamente razziste di Metzger riguardo alla giustezza dell'omicidio di Seraw poiché era un dovere da buoni cittadini bianchi e le sue continue esternazioni razziste portarono ad altre cause contro di lui da parte di varie attivisti e associazioni per i diritti civili, come Morris Dees e Southern Poverty Law Center.
Durante il verdetto finale, decisiva fu la presenza di Dave Mazzella, vicepresidente e segretario della White Aryan Resistance, che testimoniò contro Metzger confermando il suo atteggiamento verso i membri inneggiante la violenza e l'intolleranza razziale.
Al termine del processo quindi, Tom e suo figlio John furono condannati a pagare 12.500.000$ perché riconosciuti colpevoli e mandanti dei crimini commessi dai loro seguaci e furono loro prelevati beni immobili per centinaia di migliaia di dollari.